# Фторид плутония(III)
Фторид плутония(III) — неорганическое соединение, соль металла плутония и плавиковой кислоты с формулой PuF3, фиолетовые гексагональные кристаллы, не растворимые в воде.

## Физические свойства
Фторид плутония(III) образует фиолетовые кристаллы
гексагональной сингонии,
параметры ячейки a = 0,4087 нм, c = 0,7240 нм, Z = 2,
структура типа LaF3.

## Химические свойства
Не растворяется в разбавленных кислотах, способен растворяться в смеси HNO3+HF или HCl+HF. Взаимодействует с основаниями с образованием Pu(OH)3*H2O.  Реагирует с горячей водой при 300°C в атмосфере кислорода. Окисляется при 600°C. Растворим в солях Ce (IV), Zr (IV). 

## Применение
В ядерной промышленности.